# Zack Wheeler
Zachary Harrison "Zack" Wheeler, född den 30 maj 1990 i Smyrna i Georgia, är en amerikansk professionell basebollspelare som spelar för Philadelphia Phillies i Major League Baseball (MLB). Wheeler är högerhänt pitcher.
Wheeler har tidigare spelat för New York Mets.
Wheeler draftades av San Francisco Giants 2009 som sjätte spelare totalt. Han debuterade i MLB för Mets den 18 juni 2013. Han har tagits ut till MLB:s all star-match en gång (2021).